# 마헤쉬 자두
마헤쉬 자두(Mahesh Jadu, 1982년 10월 26일 ~ )는 오스트레일리아의 영화배우, 배우, 텔레비전 배우이다.

## 방송
- 마르코 폴로 시즌2
- 마르코 폴로

## 영화
- 캐리비안의 해적: 죽은 자는 말이 없다 (2017년) - 스페인 병사 역
- 마르코 폴로 시즌2 (2016년)
- 마르코 폴로 시즌1 (2014년) - 아흐마드 역
- 프랑켄슈타인: 불멸의 영웅 (2014년) - 오빌 역
- 더 러버스 (2013년)